# ライアン・グラント
ライアン・バート・グラント（英語: Rhyan Bert Grant、1991年2月26日 - ）は、オーストラリアのサッカー選手。オーストラリア代表。ポジションはDF。

## クラブ歴
2008年6月にオーストラリア国立スポーツ研究所から年齢制限の対象外であるにも関わらずスカラーシップの招待を受けた。3ヶ月のスカラーシップでの活躍を見て9月にシドニーFCに加入。同年12月21日にトップチーム初出場を記録。2009年1月11日に自身初めてとなるフル出場を果たした。翌2009-10シーズンからは背番号を34番から23番に変更しプロ契約を締結した。2010年8月27日に2年の契約延長。翌28日にプロ初得点を記録した。2013年7月20日にはAリーグオールスターズとしてマンチェスター・ユナイテッドFCと対決し、マイケル・マグリンチィとの交代で途中出場した。2013-14シーズンは第3節で受けたタックルで左前十字靭帯を断裂しシーズンを棒に振った。翌シーズン11月22日に復帰戦となった。しかしその後もスターティングメンバーに起用される事は殆ど無く、グラハム・アーノルド監督はプレシーズンの欠場による戦術理解の問題と説明した。ただ、その後も得点を記録した他、セバスチャン・リオールとともに2年の契約延長をするなどチームに貢献はしていた。2015-16シーズンからは、元来はユーティリティープレーヤーであった彼を右サイドバックに固定するようになり、このシーズンでは累積での出場停止を除く全試合でスターティングメンバーとなった。2016-17シーズンにはベストイレブンに選出されたが、その2017年7月に右前十字靭帯を負傷。最終節には復帰を果たしたが、グランドファイナルでは出番が無かった。2018年11月10日の試合でAリーグ150試合出場を達成。12月21日にはシドニーFC史上初となる在籍10年を記録した。これはレイ・ブロクサム、アンドリュー・ドゥランテに次いでAリーグ史上でも3人目であった。AFCアジアカップ2019に招集されたため、2019年1月には7試合を欠場した。2020年のAリーググランドファイナルではミドルシュートを決めてジョー・マーストン・メダルに輝いた。

## 代表歴
2009 FIFA U-20ワールドカップに向けた選抜合宿のメンバーに選ばれた。
FIFAコンフェデレーションズカップ2017に臨むオーストラリア代表候補30人には選出されたが、5月30日のメンバー発表からは外れた。
2018年11月に行われた大韓民国代表戦のトレーニングメンバーに選出され、続くレバノン代表戦では代表メンバー入りし、フル出場で代表初出場した。翌月にはAFCアジアカップ2019のメンバーに選出された。2021年9月7日に行われたベトナム代表戦で代表初得点を記録した。